# Morti nel 1987/Agosto
| Questa pagina contiene informazioni ricavate automaticamente dalle voci biografiche con l'ausilio del template Bio e di un bot. L'aggiornamento è periodico e automatico e ricostruisce completamente la pagina. Se manca una persona in questa lista, sei pregato di non aggiungerla, ma accertati piuttosto che la sua voce biografica contenga il template Bio e che i dati anagrafici siano correttamente compilati. Se il template Bio manca, inseriscilo tu stesso o, in alternativa, metti l'avviso {{tmp\|Bio}} che ne segnala la mancanza. Se i dati riportati sono sbagliati, correggi direttamente la voce biografica; le modifiche saranno visibili in questa lista entro pochi giorni. Per chiarimenti vedi il progetto biografie. La lista contiene solo le 99 persone che sono citate nell'enciclopedia e per le quali è stato implementato correttamente il template Bio. Pagina aggiornata al 3 mar 2024. |

- 1º agosto - Benson Fong, attore e imprenditore statunitense (n. 1916)
- 1º agosto - Pola Negri, attrice, cantante e ballerina polacca (n. 1897)
- 1º agosto - Alois Pfeiffer, sindacalista e politico tedesco (n. 1924)
- 2 agosto - Mangkunegara VIII, sovrano indonesiano (n. 1925)
- 2 agosto - Aileen Meagher, velocista canadese (n. 1910)
- 3 agosto - Carlo Ludovico Ragghianti, storico dell'arte, critico d'arte e politico italiano (n. 1910)
- 4 agosto - Dick Farney, cantante, showman e pianista brasiliano (n. 1921)
- 4 agosto - Ruggiero Lattanzio, chirurgo italiano (n. 1912)
- 4 agosto - Gerardus Regter, pallanuotista olandese (n. 1916)
- 4 agosto - Glauco Signorini, calciatore italiano (n. 1913)
- 5 agosto - Casilda Fernández de Henestrosa, nobildonna spagnola (n. 1888)
- 5 agosto - Ėduard Gajkovič Abaljan, regista cinematografico sovietico (n. 1927)
- 5 agosto - Anatolij Dmitrievič Papanov, attore sovietico (n. 1922)
- 6 agosto - Ira C. Eaker, generale statunitense (n. 1896)
- 7 agosto - Camille Chamoun, politico libanese (n. 1900)
- 7 agosto - Nobusuke Kishi, politico giapponese (n. 1896)
- 9 agosto - Frane Barbieri, giornalista jugoslavo (n. 1923)
- 9 agosto - August Miete, funzionario tedesco (n. 1908)
- 10 agosto - Georgios Athanasiadis-Novas, avvocato e politico greco (n. 1893)
- 10 agosto - Casey Donovan, attore pornografico statunitense (n. 1943)
- 10 agosto - Edmund Germer, inventore tedesco (n. 1901)
- 10 agosto - Uys Krige, scrittore sudafricano (n. 1910)
- 10 agosto - Patrick Aloysius O'Boyle, cardinale e arcivescovo cattolico statunitense (n. 1896)
- 10 agosto - Giovanni Poggiali, attore teatrale, drammaturgo e musicista italiano (n. 1946)
- 10 agosto - Secondo Scarrone, calciatore italiano (n. 1927)
- 10 agosto - Raquel Torres, attrice messicana (n. 1908)
- 11 agosto - Metaksia Simonyan, attrice armena (n. 1926)
- 11 agosto - Živko Čingo, scrittore macedone (n. 1935)
- 12 agosto - Sally Long, attrice e ballerina statunitense (n. 1901)
- 13 agosto - Guðmundur Ingólfsson, nuotatore islandese (n. 1929)
- 13 agosto - Nico Pepe, attore e regista teatrale italiano (n. 1907)
- 14 agosto - Michele Baretta, pittore italiano (n. 1916)
- 14 agosto - Giuseppe Branca, giurista e politico italiano (n. 1907)
- 14 agosto - Sydney Bromley, attore inglese (n. 1909)
- 14 agosto - Giovanni Delago, fondista italiano (n. 1903)
- 14 agosto - Albert Mayaud, nuotatore e pallanuotista francese (n. 1899)
- 14 agosto - Vincent Persichetti, compositore e pianista statunitense (n. 1915)
- 14 agosto - Paola Zancani Montuoro, archeologa italiana (n. 1901)
- 15 agosto - Konstantin Aleksandrov, velista sovietico (n. 1920)
- 15 agosto - Francesco De Bosio, politico italiano (n. 1895)
- 15 agosto - Benny Michaux, calciatore lussemburghese (n. 1921)
- 15 agosto - Ubaldo Ragona, regista e sceneggiatore italiano (n. 1916)
- 15 agosto - Louis Scutenaire, scrittore e poeta belga (n. 1905)
- 16 agosto - Sumiko Kurishima, attrice e danzatrice giapponese (n. 1902)
- 16 agosto - Andrej Aleksandrovič Mironov, attore sovietico (n. 1941)
- 16 agosto - Antonino Pinci, arcivescovo cattolico italiano (n. 1912)
- 16 agosto - Nick Vanos, cestista statunitense (n. 1963)
- 17 agosto - Clarence Brown, regista, montatore e produttore cinematografico statunitense (n. 1890)
- 17 agosto - Carlos Drummond de Andrade, poeta, scrittore e funzionario brasiliano (n. 1902)
- 17 agosto - Rudolf Hess, politico e generale tedesco (n. 1894)
- 17 agosto - Shaike Ophir, attore e mimo israeliano (n. 1929)
- 18 agosto - Shichirō Fukazawa, scrittore giapponese (n. 1914)
- 18 agosto - Dambudzo Marechera, scrittore, drammaturgo e poeta zimbabwese (n. 1952)
- 19 agosto - Michael Bowes-Lyon, XVII conte di Strathmore e Kinghorne, nobile britannico (n. 1928)
- 19 agosto - Sachin Nag, pallanuotista e nuotatore indiano (n. 1920)
- 19 agosto - Hayden Rorke, attore statunitense (n. 1910)
- 20 agosto - Winifred Bryson, attrice statunitense (n. 1892)
- 20 agosto - José María Bueno y Monreal, cardinale e arcivescovo cattolico spagnolo (n. 1904)
- 20 agosto - Jerzy Chromik, siepista e mezzofondista polacco (n. 1931)
- 20 agosto - Julián Gorkin, politico, scrittore e rivoluzionario spagnolo (n. 1901)
- 20 agosto - Walenty Kłyszejko, cestista e allenatore di pallacanestro estone (n. 1909)
- 20 agosto - Bruno Rovesti, pittore italiano (n. 1907)
- 20 agosto - Silvano Tosi, giurista e giornalista italiano (n. 1926)
- 21 agosto - Steve Davis, contrabbassista statunitense (n. 1929)
- 21 agosto - Angelo Francesco Lavagnino, compositore italiano (n. 1909)
- 21 agosto - Bombolo, comico e attore italiano (n. 1931)
- 22 agosto - Arne Brustad, calciatore norvegese (n. 1912)
- 22 agosto - Fabrizio Sarazani, scrittore, drammaturgo e giornalista italiano (n. 1905)
- 23 agosto - Thomas D'Alesandro Jr., politico statunitense (n. 1903)
- 23 agosto - Bernard Giroux, copilota di rally francese (n. 1950)
- 23 agosto - Alfred Mader, calciatore svizzero (n. 1903)
- 23 agosto - Didier Pironi, pilota automobilistico francese (n. 1952)
- 23 agosto - Stefano I Sidarouss, cardinale e patriarca cattolico egiziano (n. 1904)
- 24 agosto - Malcolm Kirk, wrestler britannico (n. 1935)
- 24 agosto - Bayard Rustin, attivista statunitense (n. 1912)
- 24 agosto - Robert Selfelt, cavaliere svedese (n. 1903)
- 25 agosto - Ennio Cocchi, pittore e disegnatore italiano (n. 1915)
- 25 agosto - Sergio Mulitsch di Palmenberg, imprenditore e filantropo italiano (n. 1923)
- 26 agosto - Alexandru Borbely, calciatore rumeno (n. 1900)
- 26 agosto - Cesare Caso, pittore italiano (n. 1903)
- 26 agosto - Vern Gardner, cestista e allenatore di pallacanestro statunitense (n. 1925)
- 26 agosto - Giuseppe Roselli Lorenzini, ammiraglio italiano (n. 1910)
- 26 agosto - Georg Wittig, chimico tedesco (n. 1897)
- 27 agosto - Sergio Duilio Fanali, aviatore e generale italiano (n. 1911)
- 27 agosto - Peter Mehringer, lottatore statunitense (n. 1910)
- 27 agosto - Scott La Rock, disc jockey statunitense (n. 1962)
- 27 agosto - Charlie Smalls, compositore e paroliere statunitense (n. 1943)
- 27 agosto - Aleksanteri Toivola, lottatore finlandese (n. 1893)
- 28 agosto - John Huston, regista, attore e sceneggiatore statunitense (n. 1906)
- 28 agosto - Michele Parigi, pittore italiano (n. 1913)
- 28 agosto - Angiolo Procissi, matematico italiano (n. 1908)
- 29 agosto - Naji al-Ali, artista palestinese (n. 1938)
- 29 agosto - Lee Marvin, attore statunitense (n. 1924)
- 29 agosto - Josef Molzer, allenatore di calcio e calciatore austriaco (n. 1906)
- 29 agosto - Phillip Hagar Smith, ingegnere statunitense (n. 1905)
- 30 agosto - George Mikes, scrittore ungherese (n. 1912)
- 30 agosto - Jacoba Stelma, ginnasta olandese (n. 1907)
- 31 agosto - Louis La Ravoire Morrow, vescovo cattolico statunitense (n. 1892)
- 31 agosto - Giovanni Battista Piasentini, vescovo cattolico italiano (n. 1899)